# 737 Arequipa
A 737 Arequipa (ideiglenes jelöléssel 1912 QB) a Naprendszer kisbolygóövében található aszteroida. Joel Hastings Metcalf fedezte fel 1912. december 7-én.